# DME
DME (distance measuring equipment) je zařízení používané v letectví pro určení šikmé vzdálenosti mezi letadlem a pozemním zařízením.
Využíváno je jak pro navigaci po trati tak i pro určení vzdálenosti letadla od letiště při přiblížení na přistání. Podle toho je pozemní zařízení DME umisťováno na stejnou pozici a je automaticky laděno se zařízeními VOR, ILS nebo TACAN. Může být umístěno i samostatně.

## Princip
Zařízení na palubě letadla vypočítá šikmou vzdálenost mezi letadlem a pozemním zařízením na základě měření časové prodlevy mezi odesláním radiového signálu z letadla, jeho zpracováním a přeposláním pozemní stanicí a zpětným doručením přístroji na palubě letadla.

### Technický popis

DME system block schema

DME pracuje v pásmu 960 až 1215 MHz. Dotazovače mohou vysílat celkem ve 126 kanálech v rozsahu 1025 až 1150 MHz. Pozemní stanice DME je schopna najednou obsluhovat až 100 letadel. Případnému přetížení je zabráněno snížením citlivosti přijímače při dosažení 90 % obslužné kapacity.
Dotazovače odhadují vlastní dotaz, podle stabilního času této odezvy. Odezvy od ostatních letadel jsou maskovány časovým oknem. Přijímač dotazovače je schopen pracovat ve dvou režimech.
- Režim vyhledávání - První přijatá odezva je považována za vlastní dotaz, následně je vyslán nový dotaz. V případě, že v době první odezvy nepřijde odpověď na nový dotaz, tak je prodloužena časová maska a vyslán nový dotaz. Tak je pokračováno až do doby, než odpověď na dotaz přichází ve stabilní dobu. V takovém případě přijímač přechází do režimu sledování.
- Režim sledování - V tomto režimu přijímač udržuje časovou masku v okolí vlastního dotazu. A to tak, že s každou novou odpovědí na vlastní dotaz je časová maska posunuta symetricky okolo přijaté odpovědi.

Aby bylo možné měřit i velmi krátké (nulové) vzdálenosti, má pozemní stanice definovanou dobu zpoždění 50 μs mezi přijetím dotazu a odesláním odpovědi. Kmitočet vysílání dvojic pulsů dotazu je 150/s pro režim vyhledávání a 30/s pro režim sledování.
DME odpovídač vysílá svojí identifikaci v morse code, tak že vysílá dvojice s kmitočtem 1350/s. Tato frekvence je pak slyšitelná ve sluchátkách a odpovídač tak může být identifikován.

#### Formát dotazu
Dotazovač vysílá dva impulsy s roztečí buď 12 μs pro kanály X a nebo 36 μs pro kanály Y. Tím je rozšířen efektivní počet kanálů na 252. (1X, 1Y, 2X, 2Y atd. až 126Y)

#### Formát odpovědi
Odpovídač přijatou odpověď přeloží podle následujícího systému; Odešle odpověď na dotaz X s roztečí 12 μs na frekvenci Fo = Fd – 63 pro kanály s číslem 1 -63 a na frekvenci Fo=fd – 63 pro kanály 64-126. Odpovědi na dotazy v kanálech Y jsou vysílány s roztečí 30 μs na frekvencích Fo = Fd + 63 pro kanály 1-63 a na frekvencích Fo = Fd – 63 pro kanály 64-126.
U dotazovače může proto být dotaz vysílán na dvou kanálech. Ale odpovídač má na každém kmitočtu jen jeden kanál.

## Přesnost a dosah
Teoretická přesnost měření je lepší než 400 m nebo 0,25 % (větší z těchto hodnot) běžně ale 0,93 km, dosah je 370 km ve výškách 22 900 m.